# Kurt von Gallwitz
Kurt von Gallwitz (n. 1856 – d. 1942) a fost unul dintre generalii Armatei Imperiale Germane din Primul Război Mondial.
A îndeplinit funcția de comandant al Diviziei 217 Infanterie în campania acesteia din România, având gradul de general-locotenent.:pp. 183-184